# Carolyn Eisele
Carolyn Eisele  (* 13. Juni 1902 in Bronx; † 15. Januar 2000 in New York City) war eine US-amerikanische Mathematikhistorikerin.
Eisele studierte am Hunter College in New York bei Lao Genevra Simons mit dem Bachelor-Abschluss 1921 und studierte Mathematik an der Columbia University (Master-Abschluss 1925) und der University of Chicago. Gleichzeitig lehrte sie von 1923 bis zu ihrer Pensionierung 1972 am Hunter College. Dort begann auch ihr Interesse an Mathematikgeschichte, die sie auch unterrichtete.
1953 gründete sie mit C. Doris Hellman und Carl Boyer die New Yorker Sektion der History of Science Society, die Anfang der 1990er Jahre in der Abteilung Wissenschaftsgeschichte der New York Academy of Sciences aufging.
Sie war eine führende Expertin für Charles Sanders Peirce. 1982 wurde sie Beraterin des Peirce Edition Project der Indiana University und Purdue University, wo heute auch ihre Peirce-Bibliothek ist. Sie war aktiv in der Charles S. Peirce Society und in einem Verein, der dessen Wohnsitz in Milford (Pennsylvania) restaurierte. Sie war Mitglied des Institute for Studies in Pragmatism.
Sie war Ehrendoktorin der Lehigh University und der Texas Tech University.

## Schriften
- C. S. Peirce: a nineteenth century man of science, Scripta Mathematica, Band 24, 1959, S. 305–324
- Studies in the Scientific and Mathematical Philosophy of Charles S. Peirce: Essays by Carolyn Eisele, 1979
- Herausgeber: Historical Perspectives on Peirce’s Logic of Science. A History of Science 2 Bände. Berlin/New York/Amsterdam 1985